# Нордерн Аризона санси
Мотор Сити круз (енгл. Motor City Cruise) амерички је кошаркашки клуб из Детроита у Мичигену. Клуб се такмичи у НБА развојној лиги и тренутно је филијала НБА тима Финикс санси.

## Познатији играчи
- Терико Вајт
- Вили Ворен
- Руди Гобер
- Блејк Ејхерн
- Демаркус Нелсон
- Коста Перовић
- Ричард Хендрикс
- Денис Шредер